# Мудрынин, Геннадий Васильевич
Геннадий Васильевич Мудрынин (16 декабря 1917 года, Воткинск — 1998 год) — токарь Воткинского машиностроительного завода (Удмуртская АССР), Герой Социалистического Труда.
Член КПСС — с 1963 года.
В 1934—1978 годах — токарь на Воткинском машиностроительном заводе.
За семилетку (1959—1965) выполнил 11 годовых норм.
Указом Президиума Верховного Совета СССР от 28 июля 1966 года за выдающиеся успехи, достигнутые во всесоюзном социалистическом соревновании, проявленную трудовую доблесть в выполнении планов и социалистических обязательств присвоено звание Героя Социалистического Труда с вручением ордена Ленина и золотой медали «Серп и Молот».
С 1978 года — на пенсии.
Умер в 1998 году в Воткинске.